# Mimi (mitologia)

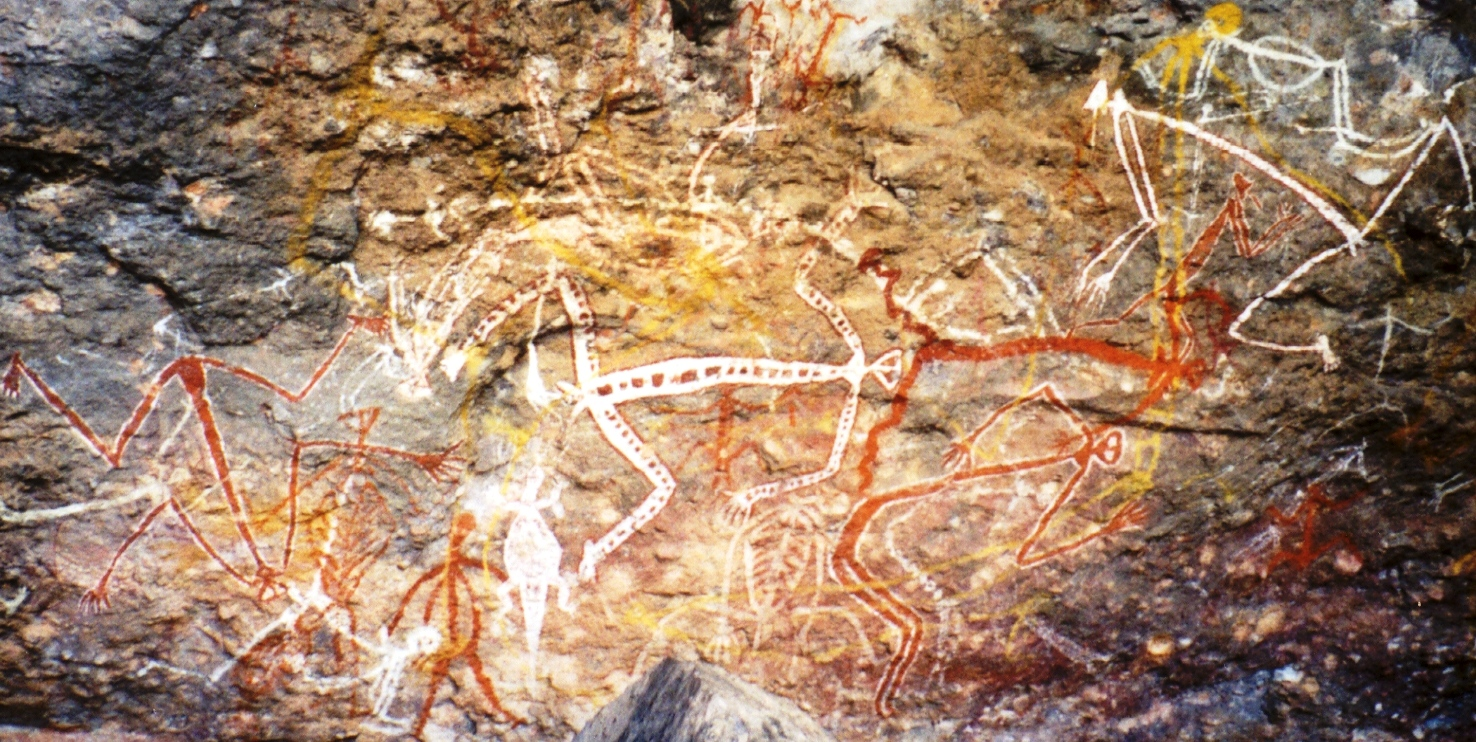
Pittura rupestre che rappresenta i Mimi (Parco nazionale Kakadu, Australia)

I Mimi o Mimih sono esseri fatati appartenenti alla mitologia degli aborigeni australiani. 

## Descrizione
Secondo la tradizione, essi sono così piccoli da non potersi allontanare dai loro rifugi nei giorni di vento, perché ne sarebbero portati via. Si nascondono alla vista degli uomini: appena vengono avvicinati, fuggono a nascondersi nelle crepe fra le rocce; se non ci sono nascondigli, le rocce stesse si aprono per far mettere in salvo i piccoli Mimi. Sempre secondo la tradizione, i Mimi furono coloro che realizzarono le prime pitture rupestri prima che gli aborigeni giungessero nel continente australiano. I Mimi insegnarono agli aborigeni come dipingere e come cacciare e cucinare la carne di canguro. Sono considerati dispettosi ma generalmente innocui.
I Mimi sono uno dei soggetti principali dell'arte aborigena. 